# Styphlomerus fusciceps
Styphlomerus fusciceps é uma espécie de carabídeo da tribo Brachinini, com distribuição na China, Índia, Indonésia, Laos, Malásia, Myanmar, Tailândia, Taiwan e Vietnã.